# Hollermayera
Hollermayera là chi thực vật có hoa trong họ Cải.